# Aldo Bibolini
Aldo Bibolini (Sarzana, 16 agosto 1876 – Torino, 30 giugno 1949) è stato un ingegnere e studioso italiano.

## Biografia
Conseguita la laurea in ingegneria civile nel 1898 presso la Scuola di Ingegneria di Roma, dopo essere stato assistente di fisica tecnica e di meccanica applicata alle macchine, tra il 1900 e il 1902 divenne vicedirettore della Società Italiana dei Forni Elettrici a Roma.
Nel 1902 vinse il concorso per entrare nel Corpo delle Miniere all'ufficio distrettuale di Firenze, dopo aver seguito i corsi di perfezionamento all'Ecole des Mines di Liegi, giungendo a laurearsi nel 1904 come Engenieur Civil des Mines. Nello stesso anno tornò in Italia e venne destinato all'ufficio distrettuale di Caltanissetta.
In Sicilia insegnò, alla Scuola mineraria, materie come scienza delle costruzioni, mineralogia, geologia ed elettrotecnica e diresse la miniera di Testasecca, occupandosi del riordino delle collezioni cristallografiche. Il 1º novembre 1908 fu trasferito nel distretto minerario di Vicenza con l'incarico della direzione della Scuola mineraria di Agordo nel bellunese e nel 1917, allo scoppio della prima guerra mondiale, venne trasferito a Iglesias.
Il 3 agosto 1920 iniziò ad insegnare tecnologia mineraria presso il Politecnico di Torino, divenne vicedirettore dell'Istituto Superiore d'Ingegneria dal 1933 al 1938 e, nel 1945, passò alla direzione. A tutt'oggi un'aula del Dipartimento di Ingegneria per l'Ambiente, il Territorio e le Geotecnologie del Politecnico di Torino porta il suo nome.
L'intensa attività accademica di Bibolini è anche segnata dal ruolo di socio dell'Accademia lunigianese di scienze "Giovanni Capellini", di membro del Comitato per la Geologia nel Consiglio Nazionale delle Ricerche, socio nazionale dell'Accademia delle Scienze di Torino e membro effettivo dell'American Institution of Mining & Metallurgical Engineers.
Fu autore di circa quaranta pubblicazioni, di argomento geologico e minerario.